# Lilford Hall

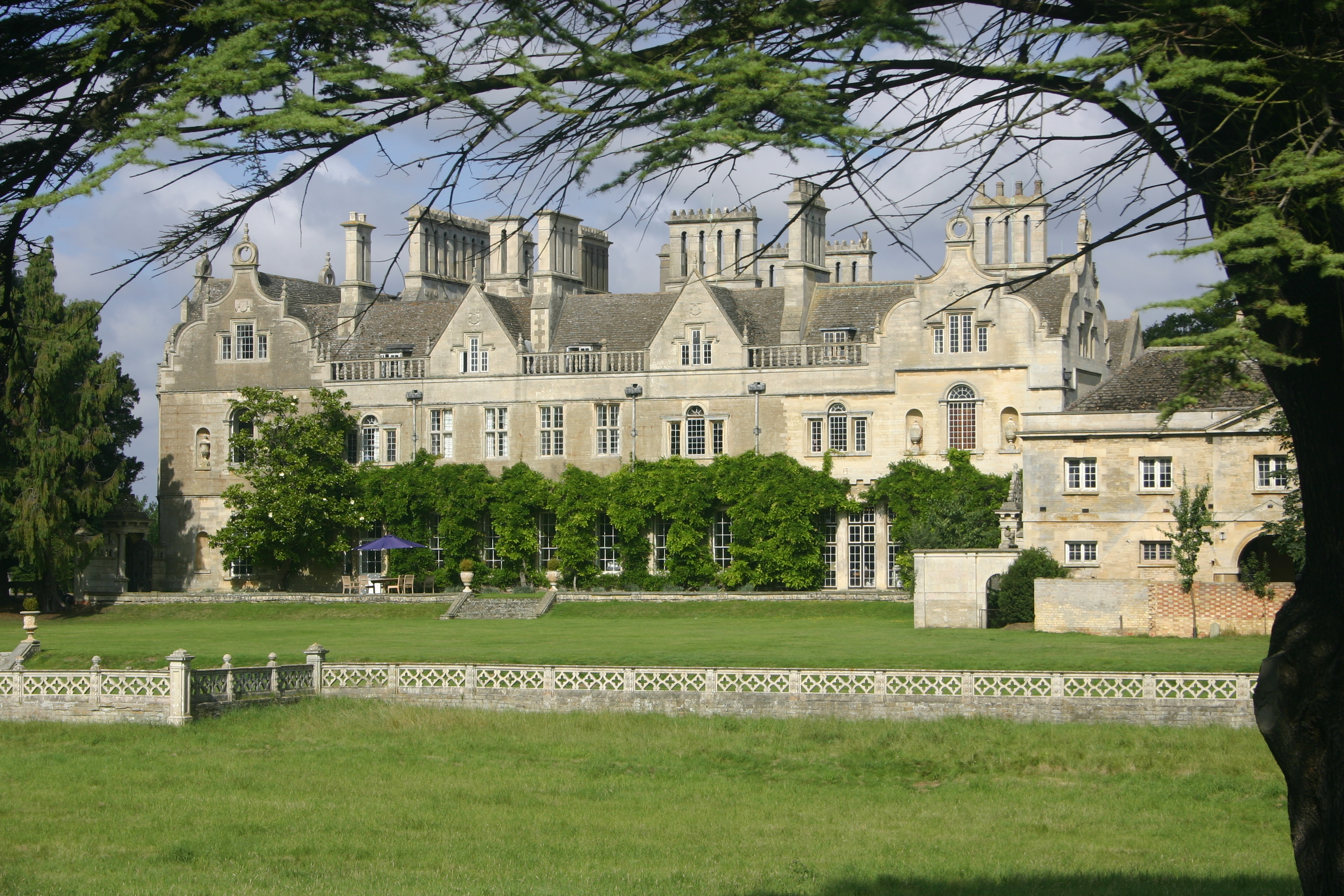
Südfassade von Lilford Hall

Lilford Hall ist ein Herrenhaus in Northamptonshire in England. English Heritage hat es als historisches Gebäude I. Grades gelistet. Der Bau wurde 1495 im Tudorstil begonnen, 1635 eine wesentliche Erweiterung im jakobinischen Stil angebracht und in den 1740er-Jahren die 5100 m² großen Innenräume in georgianischen Stil umgestaltet. Das Landhaus mit 100 Räumen liegt im östlichen Teil des Countys Northamptonshire, südlich von Oundle und nördlich von Thrapston.
Im Landhaus residierte von 1495 bis 1711 die Familie Browne (Elmes) und von 1711 bis 1990 die Familie Powys (Baron Lilford). Heute wohnt dort die Familie Micklewright, somit erst die dritte Familie in über 500 Jahren. Lilford Hall und das umgebende, 1,4 km² große Parkland liegen auf rund einer Meile (1,6 km) an den Ufern des Flusses Nene und nordwestlich des Dorfes Lilford, Teil des Kirchensprengels Lilford-cum-Wigsthorpe and Thorpe Achurch. Das Land, das später in Parkland umgewandelt wurde, ist im Domesday Book und gehörte damals dem König David I. von Schottland.

## Geschichte
Das Anwesen von Lilford kaufte 1473 der wohlhabende Kaufmann und Landbesitzer William Browne, einem wohlhabenden Wollhändler und Landbesitzer aus Stamford vom Besitz des Baron Welles, der von König Edward IV. wegen Verrats enthauptet wurde. William Browne vererbte das Anwesen 1489 an sein einziges Kind Elisabeth und das Herrenhaus wurde 1495 von William Elmes, dem Sohn von Elisabeth, gebaut.
Robert Browne (1550–1633), der Gründer der Brownisten, die sich früh von der Kirche von England abspalteten, lebte von 1616 bis 1631 in Lilford Hall, als er wieder zur Kirche von England zurückgekehrt war. Von 1591 bis 1631 hatte er die Pfründe der Achurch-Kirche inne. Robert Browne ist als „Pilgervater“ und „Großvater der Nation“ (USA) bekannt, weil er die Trennung von Kirche und Staat und die Annahme des ersten Schrittes in die amerikanische Demokratie, nämlich die Wahl eines eigenen Predigers durch die Kongregation jeder Kirche bei seinen Brownisten, lehrte.
Danach erwarb Sir Thomas Powys, Generalstaatsanwalt unter König Jakob II. und Chefankläger im berühmten Gerichtsverfahren der Sieben Bischöfe, 1711 das Herrenhaus. Im 18. Jahrhundert ließ dessen Enkel Thomas Powys, der Ältere, durch den Baumeister Henry Flitcroft Umbauten vornehmen. Sein Sohn, Thomas Powys, der Jüngere, wurde vom Premierminister William Pitt, dem Jüngeren, zum Baron Lilford ernannt.

## Herrenhaus
Der Hauptteil von Lilford Hall ist ein Herrenhaus im jakobinischen Stil, das aus den 1630er-Jahren, das 1635 von William Elmes, dem Jüngeren, gebaut wurde. Durch seine Parallelen mit den benachbarten Herrenhäusern Kirby Hall und Apethorpe Hall ist es eng mit der Baumeisterfamilie Thorpe verbunden. In einem traditionellen Grundriss sind die Gebäude um einen U-förmigen Hof angeordnet. Der Eingang führt in eine Schirmpassage, das Große Schlafzimmer liegt über der Eingangshalle und führt zu den Hauptwohnräumen der Herrschaft, die mit dem Paradeschlafzimmer enden.

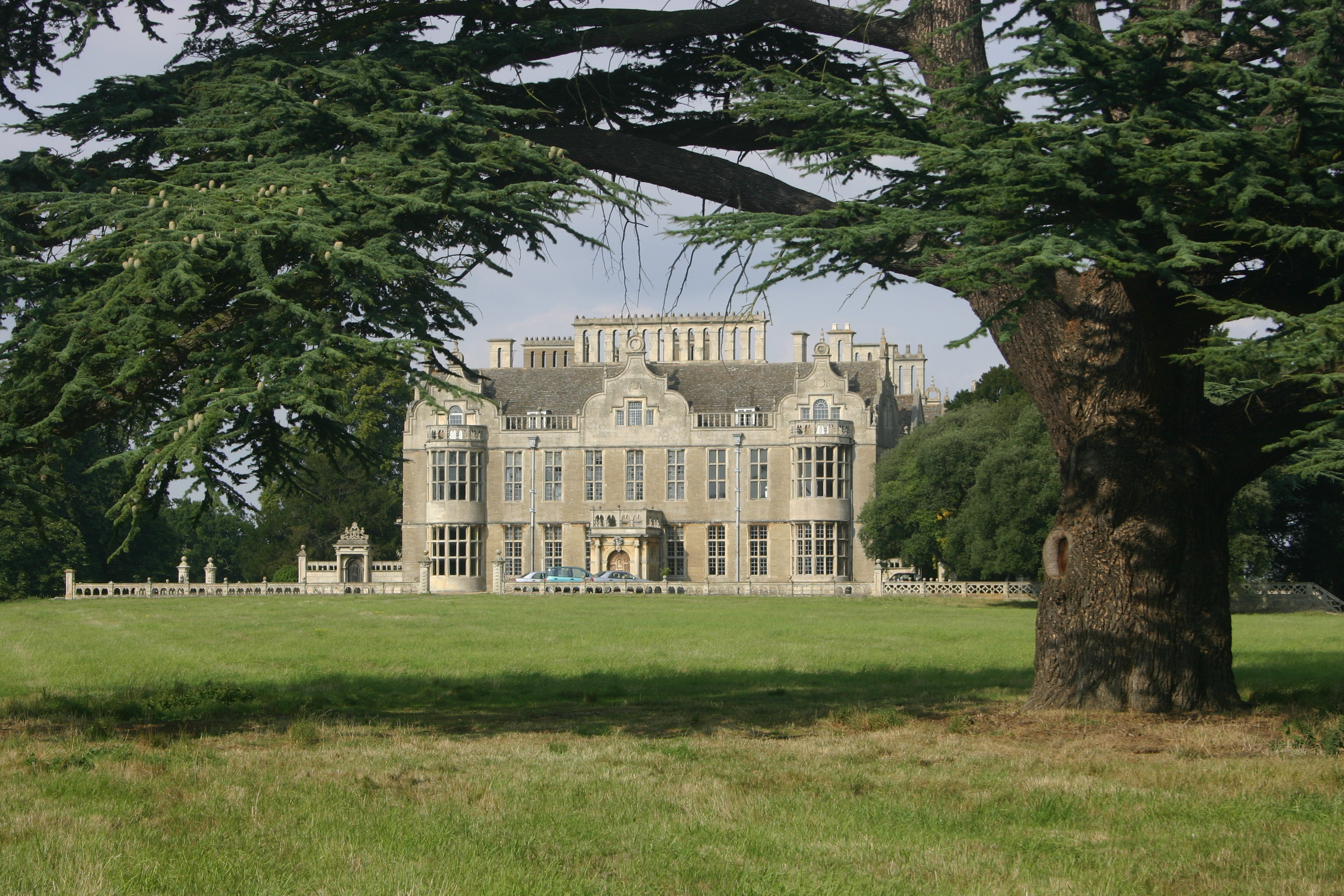
Westfassade von Lilford Hall

Seine Entwicklung durch aufeinander folgende Generationen der Familie Powys zeigt Respekt vor dem alten Haus, aber jede Entwicklungsstufe zeigt eine deutlich sichtbare Klarheit und trägt zum großen Ganzen bei. Neben dem Bau der beiden symmetrischen Stallflügel durch Henry Flitcroft und den aufeinander folgenden, kleinen Anbauten in Form zusätzlicher Stockwerke an der Ostseite der beiden Flügel waren die Arbeiten auf Veränderungen im Haus und Renovierungen beschränkt.
Das Haus im jakobinischen Stil gilt als ziemlich bedeutsam, ebenso wie Flitcrofts Veränderungen in den 1740er-Jahren im georgianischen Stil. Die besondere Leistung von Flitcroft war nicht nur der Umbau der wichtigsten Räume in eine Reihe von palladianistischen Räumen, sondern dass er Licht in das Innere des Gebäudes brachte. Das Spiel der Sequenz der Räume aus dem 18. Jahrhundert innerhalb der Struktur des jakobinischen Hauses zählt zu den bemerkenswertesten Details von Lilford Hall.
Die Veränderungen aus dem frühen 19. Jahrhundert sind ebenso bedeutsam wie William Gilbee Habershons Arbeiten aus den 1840er-Jahren. Aber letzterer war hauptsächlich mit dem Äußeren und der Integration von Haus und Gärten beschäftigt. Wichtiger ist die Erweiterung des Hauses 1909 durch William Dunn und Robert Watson von der Firma Dunn & Watson, deren Vorschläge die nördlichen und südlichen Räume in schöpferischer Weise erweiterten, eine Reminiszenz an andere schottische Architekten, wie Sir Robert Stodart Lorimer.

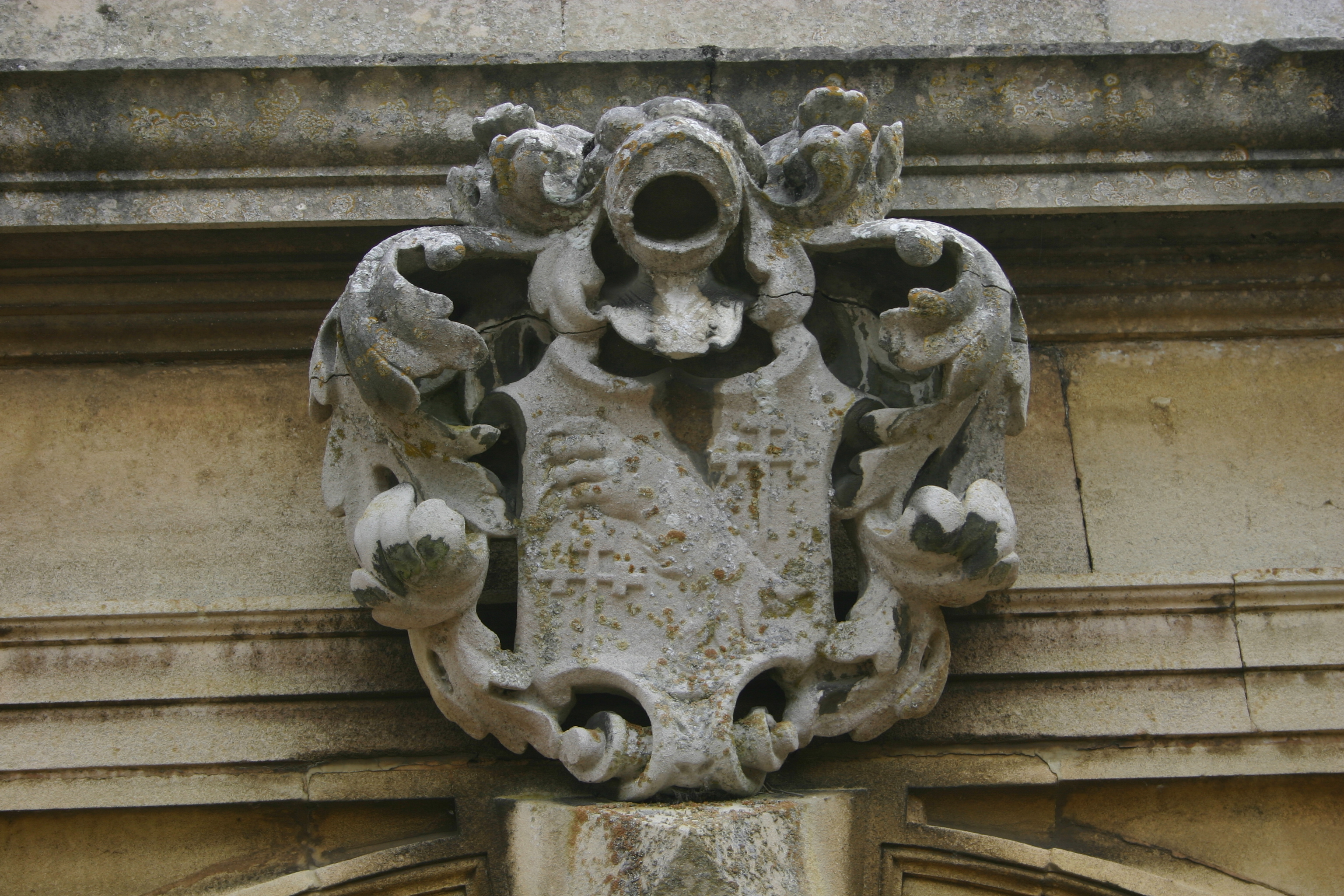
Das Wappen von Sir Thomas Powys über der vorderen Terrasse

Die Wichtigkeit des Hauses wird noch gesteigert, erstens durch seine Verbindung mit Thomas Powys, dem Jüngeren, der in Anerkennung seiner Rolle als Politiker zwischen 1774 und 1794 zum ersten Baron Lilford gemacht wurde, zweitens durch die Verbindung mit dem 3. Baron Lilford, der von 1831 bis 1837 Lord of the Bedchamber von König Wilhelm IV., dann von 1837 bis 1841 Lord-in-Waiting (Regierungs-Whip im House of Lords) in der Whig-Regierung von William Lamb, 2. Viscount Melbourne, und drittens durch die Verbindung des Parklandes mit ornithologischen Studien, insbesondere denen von Thomas Powys, 4. Baron Lilford.

## Park und Gärten
Die Beziehung des Herrenhauses mit seiner Umrahmung ist ebenso bemerkenswert, besonders wegen der Integration des Hauses in den Lustgarten und den Wildpark. Der Lilford Park wurde zwischen 1747 und 1776 von Flitcroft angelegt. Er ließ dabei das ganze Dorf (12 Häuser und ein Pfarrhaus) und die Kirche St. Peter, die südlich des Herrenhauses lagen, abreißen. Die Reste der Kirche dienten dann zum Bau einer Folly auf der Achurch-Seite des Parks.
Zurzeit besteht der Lilford Park aus etwa 40 Hektar Pleasuregrounds um das Herrenhaus im Westteil, etwa 40 Hektar früherem Wildpark im Nordteil und 60 Hektar Wald im Ost- und Südteil.
Im Park finden sich auch noch verschiedene Volieren für Thomas Powys, den 4. Baron Lilford, einem bekannten Vogelkundler. Der 7. Baron Lilford bestückte um 1970 diese Volieren wieder mit mehr als 350 Vögeln 110 verschiedener Arten und öffnete den Park für die Öffentlichkeit.
Seit Herbst 1990 ist der Lilford Park nicht mehr für die Öffentlichkeit zugänglich. Park und Herrenhaus gehören nun der Familie Micklewright, die es als Familiensitz nutzen.

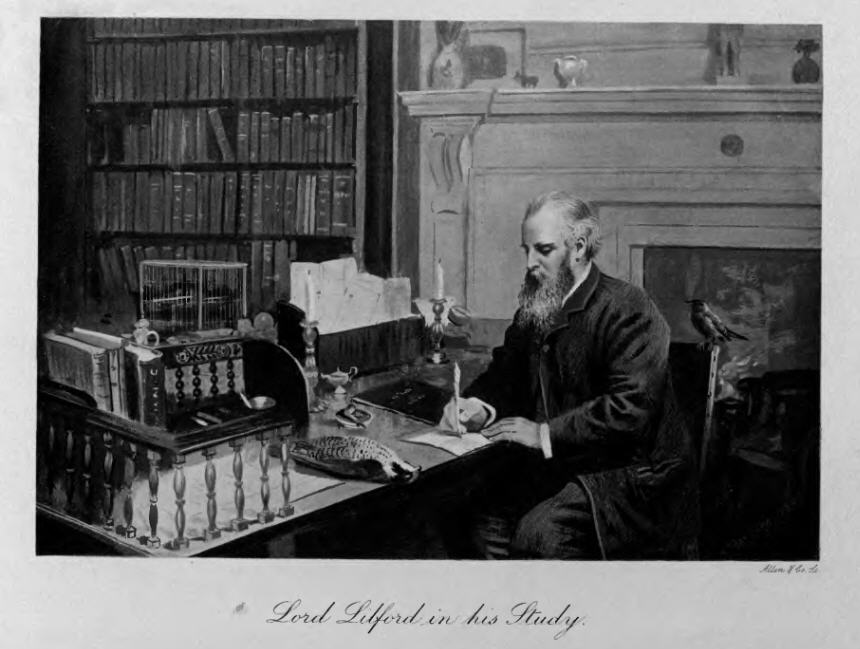
Thomas Powys, 4. Baron Lilford, in der Bibliothek von Lilford Hall

Thomas Powys, der 4. Baron Lilford, gründete 1858 die britische Ornithologenunion und war von 1867 bis zu seinem Tode ihr Präsident. Er war auch der erste Präsident der Northamptonshire National History Society. Lilford machte weite Reisen, besonders in der Mittelmeerregion, und seine ausgedehnte Sammlung von Vögeln unterhielt er in Lilford Hall. In seine Volieren gab es Vögel aus der ganzen Welt, z. B. Nandus, Kiwis, Rosenkopfenten und sogar ein freifliegendes Paar Bartgeier. Er war verantwortlich für die Einführung des Steinkauzes nach England in den 1880er-Jahren.

## Neuere Geschichte
Im Zweiten Weltkrieg diente Lilford Hall auch als Unterkunft für die Krankenschwestern des 303. Station Hospital der USAAF, das im Park des Herrenhauses lag. Nach dem Krieg wurden ab 1949, bzw. 1954, die früheren Lazarettgebäude im Park für eine polnische Schule namens Lilford Technical School genutzt. Der Familie Lilford gehört heute Bank Hall in Lancashire, das in der ersten Restaurierungsserie der BBC 2003 auftauchte.
Lilford Hall und Lilford Park wurden am 27. Januar 1900 in der illustrierten Zeitschrift Country Life erwähnt. Auch spielte eine Folge der BBC-Fernsehserie By the Sword Devided in den 1980er-Jahren.

## Galeriebilder

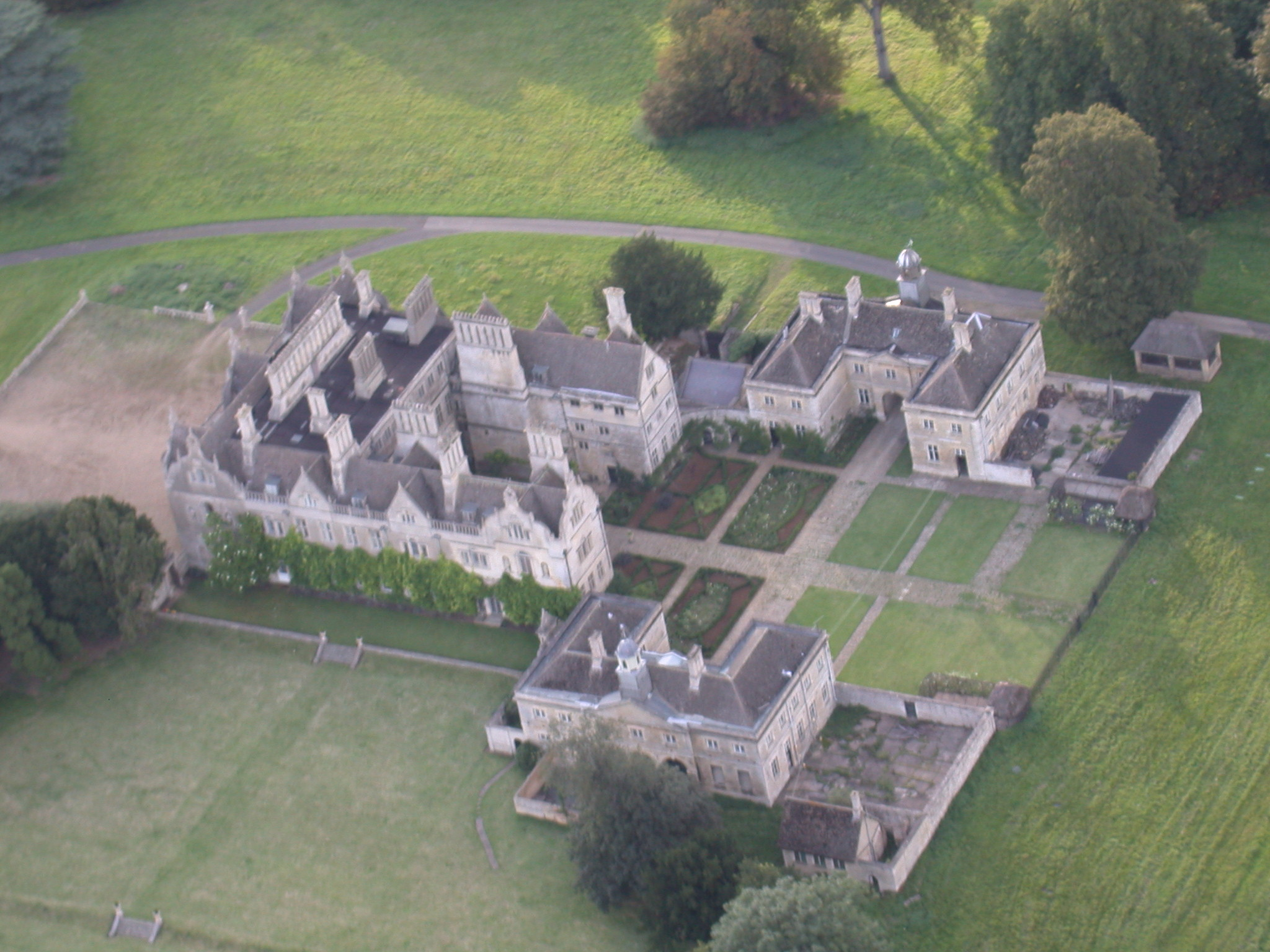
Luftbild der Südfassade von Lilford Hall
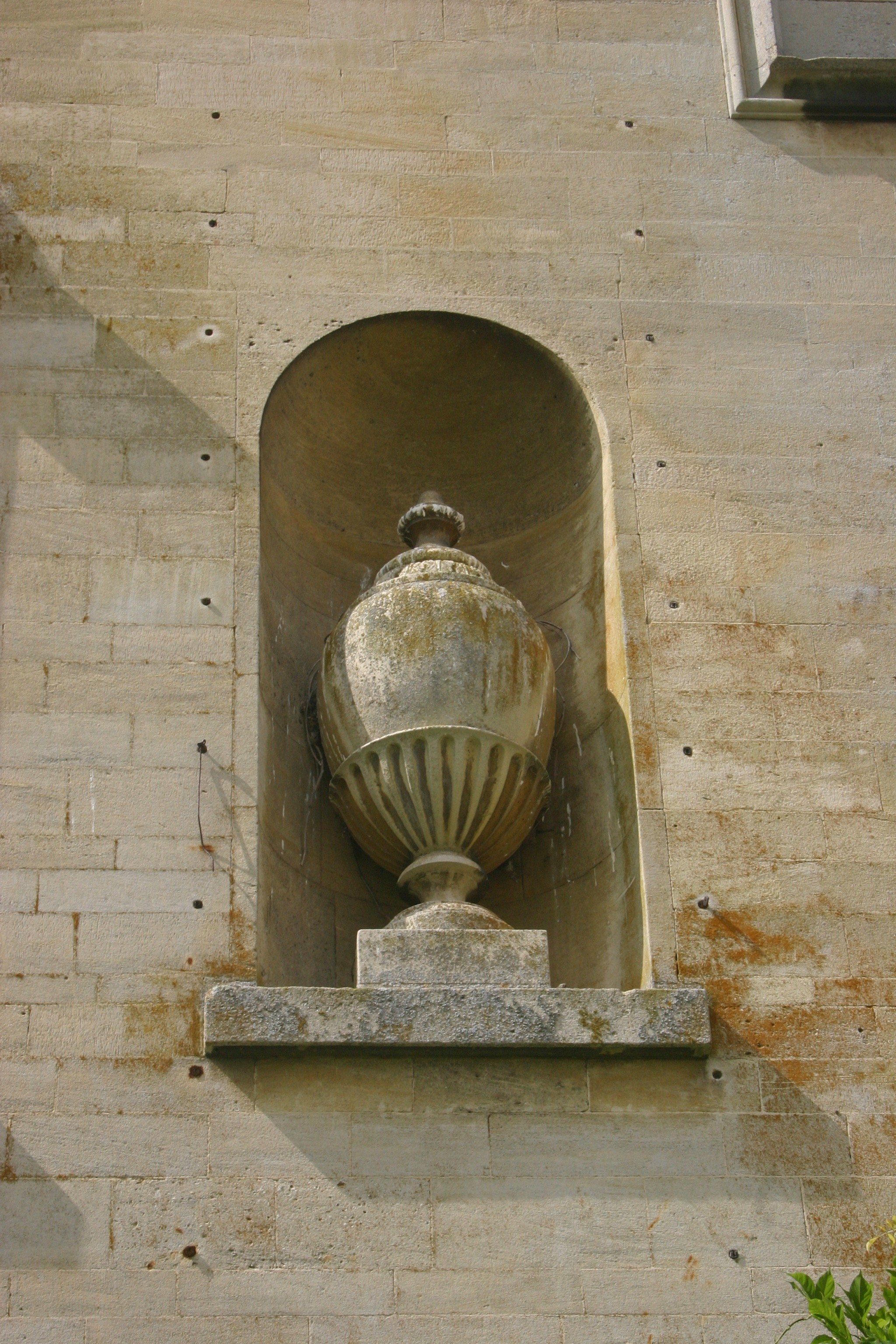
Steinvase an der Südfassade
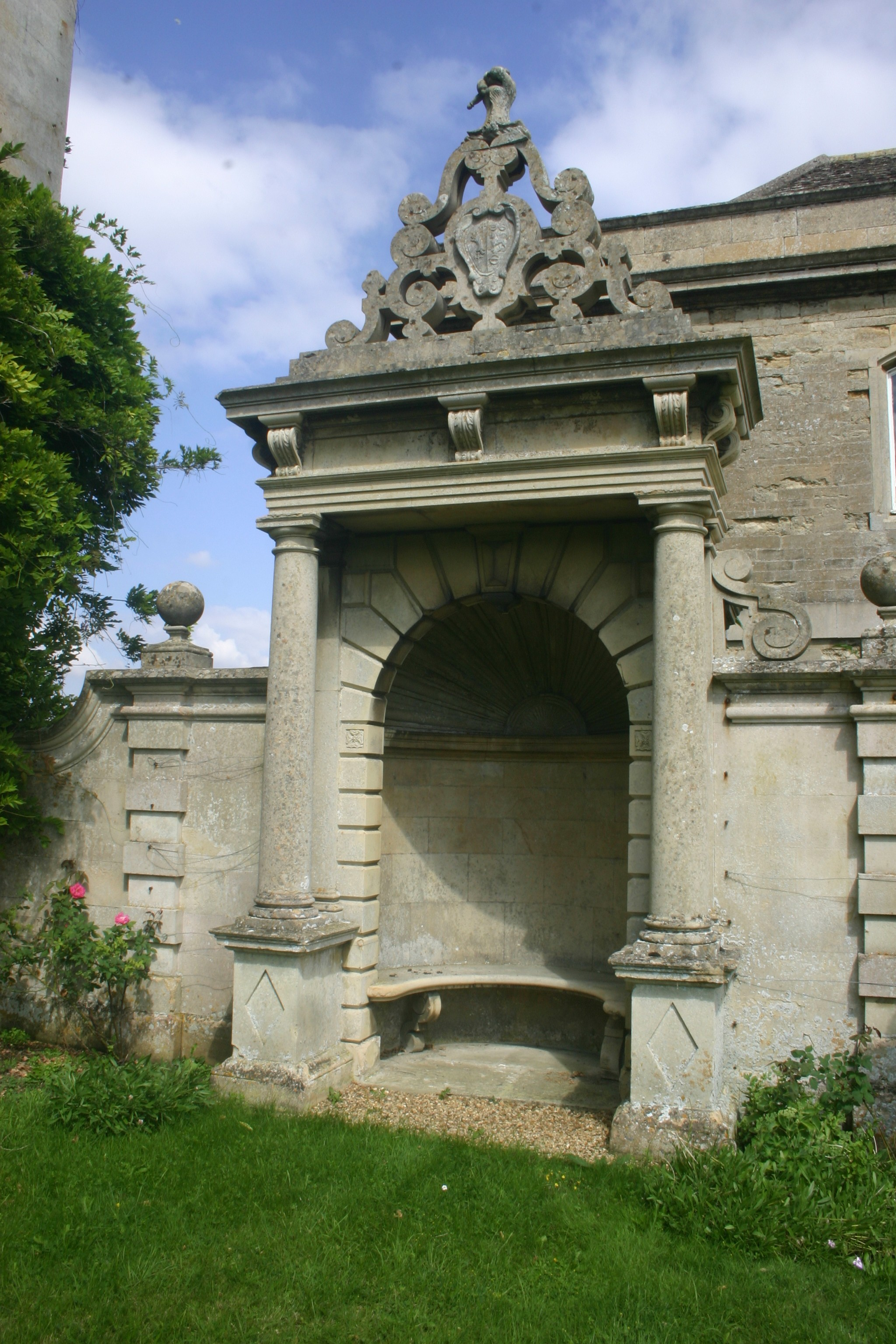
Überdachte Sitzgelegenheit an der südlichen Terrasse
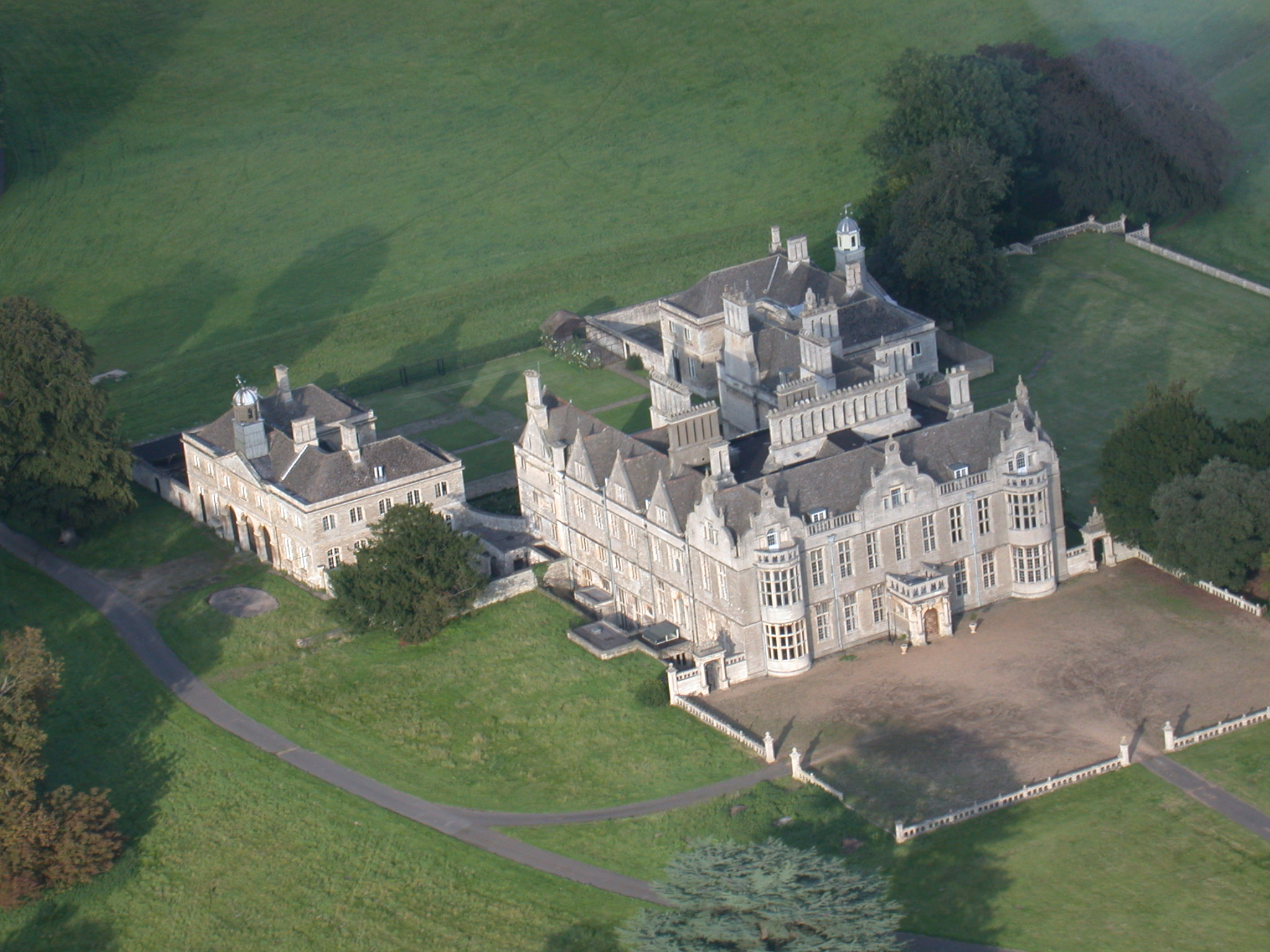
Blick über die Nord- und Westfassade von Lilford Hall